# نگاشت نهادی نوآوری
در صورتی که محیط نهادی به تصویر درآید، میتوان درک بهتری (حداقل به صورت مقدماتی ) از وضع ظاهری نظام ملی نوآوری به دست آورد. نقشه ای که بازیگران اصلی و تعاملات آن ها را نشان دهد، می تواند خلاءها و موانع ساختاری را روشن تر کند. سازمان همکاری و توسعه اقتصادی (OECD) در مطالعه تطبیقی نظام نوآوری کشور عضو خود از نگاشت نهادی به عنوان مکمل تحلیل های آماری استفاده کرده است.  نگاشت نهادی انجام شده توسط این سازمان در چارچوب کارکرد های اساسی نظام ملی نوآوری (مطابق با تعریف OECD) تنظیم شده و موسسات و روابط بین آن ها را به تصویر درآورده است. باید توجه داشت که شیوه نگاشت نهادی هیچگاه استاندارد نشده است.
نگاشت نهادی امکان نگاهی فراتر از آمار ها را فراهم میکند و جدا از ارائه اطلاعات بهتر درباره چیدمان خاص نهادی یک کشور، بینش مفیدی برای سیاست گذاری به وجود می آورد. این تصویر کمکی برای تشخیص « عدم انطباق »، « همپوشانی » و نقایص برنام های پشتیبانی است و می تواند به عنوان ابزاری مفید برای یادگیری سیاست با توجه به نمونه های موفق به حساب آید. چیدمان مناسب نهادی به بهبود هماهنگی سیاست ها، افزایش شفافیت و کاهش عدم تطابق نظام مند کمک می کند. دستیابی به ثبات و اعتبار در سیاست گذاری علم، فناوری و نوآوری بستگی به قابلیت ایجاد هماهنگی بین وزارتخانه ها و مشارکت ذینفعان مختلف در صورت صورت بندی سیاست ها دارد.
همانطور که اشاره شد استانداردی برای نگاشت نهادی نظام ملی نوآوری وجود ندارد. معمولاً کارکرد های نظام تعیین شده و نگاشت بر اساس آن ها صورت می گیرد.
سازمان OECD در گزارش خود ادعا می کند که یکی از کاربرد های مفید نگاشت نهادی، ردگیری جریان دانش ضمنی است. دانش ضمنی در طرح های تحقیق و توسعه R&D مشارکتی و میانجیگری غیر بازاری در مراحل « قبل از رقابت » یا « نزدیک به بازار » به حرکت در می آید. تحلی های مرتبط با نظام ملی نوآوری در چنین مراحلی مشکل است. از این رو نگاشت نهادی می تواند مکمل مهمی برای این گونه تحلیل ها (نظیر تحلیل خوشه ها) باشد.